# Aetheogramma speciosum
Aetheogramma speciosum (лат.) — вид вымерших насекомых из семейства этеограмматид (Aetheogrammatidae) отряда сетчатокрылых. Ископаемые остатки обнаружены в мезозойских отложения северо-востока Китая. Первоначально был описан как Aetheogramma speciosa — единственный вид в роде Aetheogramma и семействе Aetheogrammatidae.

## Этимология
Родовое название Aetheogramma было составлено на основе двух слов греческого происхождения: aethes — «необычный» и gramma — «картина». Видовое название основано на лат. speciosus — «красивый». Описание сделали китайский палеонтолог Дун Жэнь (Dong Ren; Department of Biology, Capital Normal University, Пекин) и американский энтомолог Майкл Энджел (Michael S. Engel; Division of Entomology & Paleoentomology, Natural History Museum, and Department of Ecology & Evolutionary Biology, University of Kansas, Лоренс, Канзас, США).

## Описание
Обнаружены в мезозойских отложениях на северо-востоке Китая (Yixian Formation, провинция Ляонин): нижний мел (M.S.E.) или верхний юрский период (D.R.). Голотип (LB20010-1) был найден в 28 км к юго-востоку от Бэйпяо, Huangbanjiegou Village, около Shangyuan Township, Китай).
Сравнительно крупные насекомые, размах крыльев около 9 см. Крылья овальные, с округлыми вершинами, без пятен, но с широкими полосами от костального до заднего края. Поперечные жилки многочисленные по всей поверхности крыла. Птеростигмы нет. Третья анальная жилка отсутствует, 2A — простая, 3A — предположительно с двумя простыми ветвями, 1A, CuA и CuP — дихотомически ветвятся. Длина переднего крыла 45 мм, ширина — 21 мм; заднее крыло слегка шире переднего и с более округлым краем, его длина — 44 мм, ширина — 27 мм.
Aetheogramma speciosum и Aetheogrammatidae наиболее сходны по строению с другим ископаемым семейством крупных насекомых — каллиграмматидами, также известному из мезозойской эры Азии. В 2011 году был описан ещё один род (Ectopogramma Engel et al., 2011) в семействе этеограмматид и исправлено первоначальное видовое название этого вида A. speciosa на правильный орфографический вариант A. speciosum, а в 2015 — описан второй вид в роде, Aetheogramma bistriatum Yang et al., 2015.